# Kathedrale von Noto

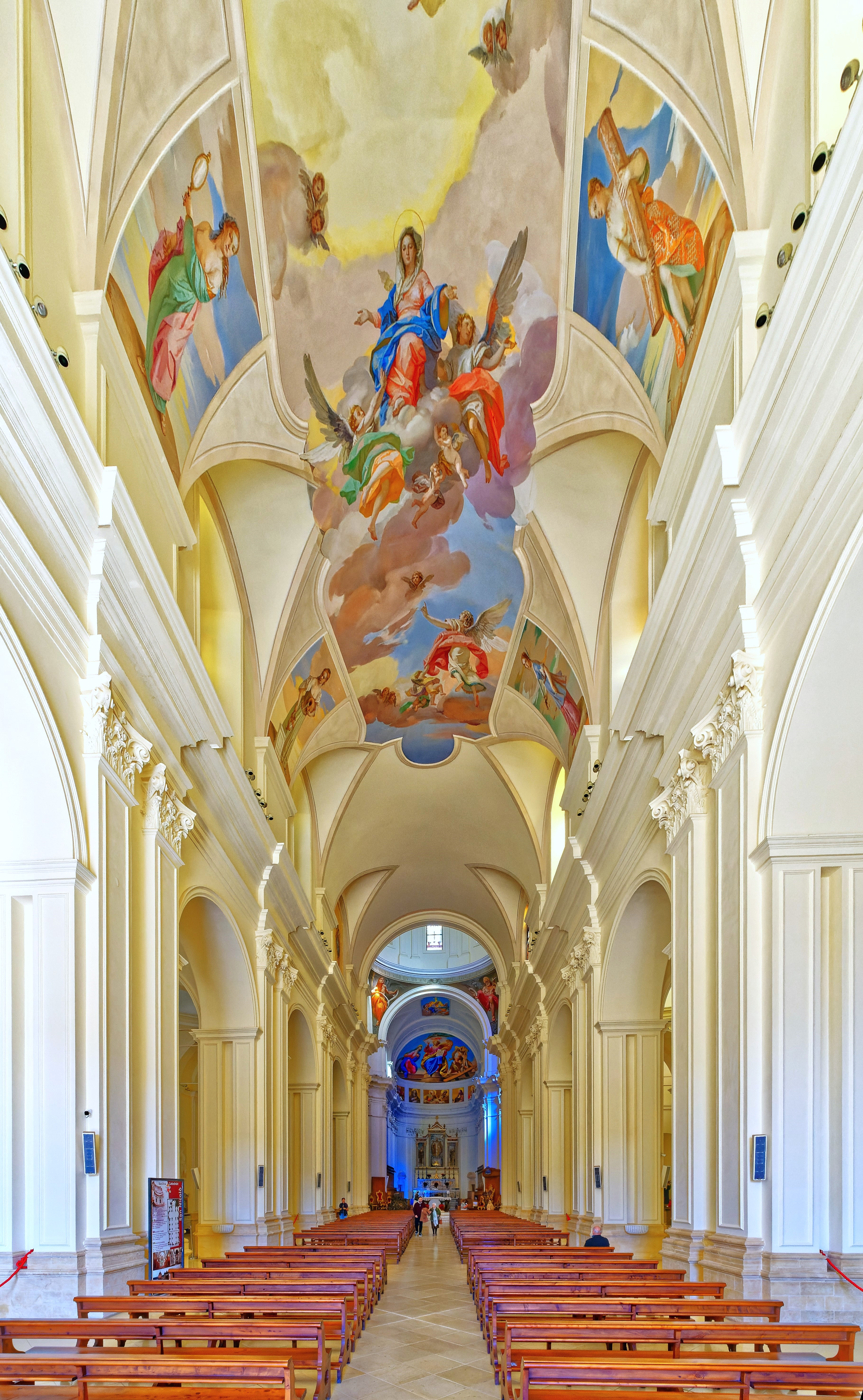
Das Kirchenschiff

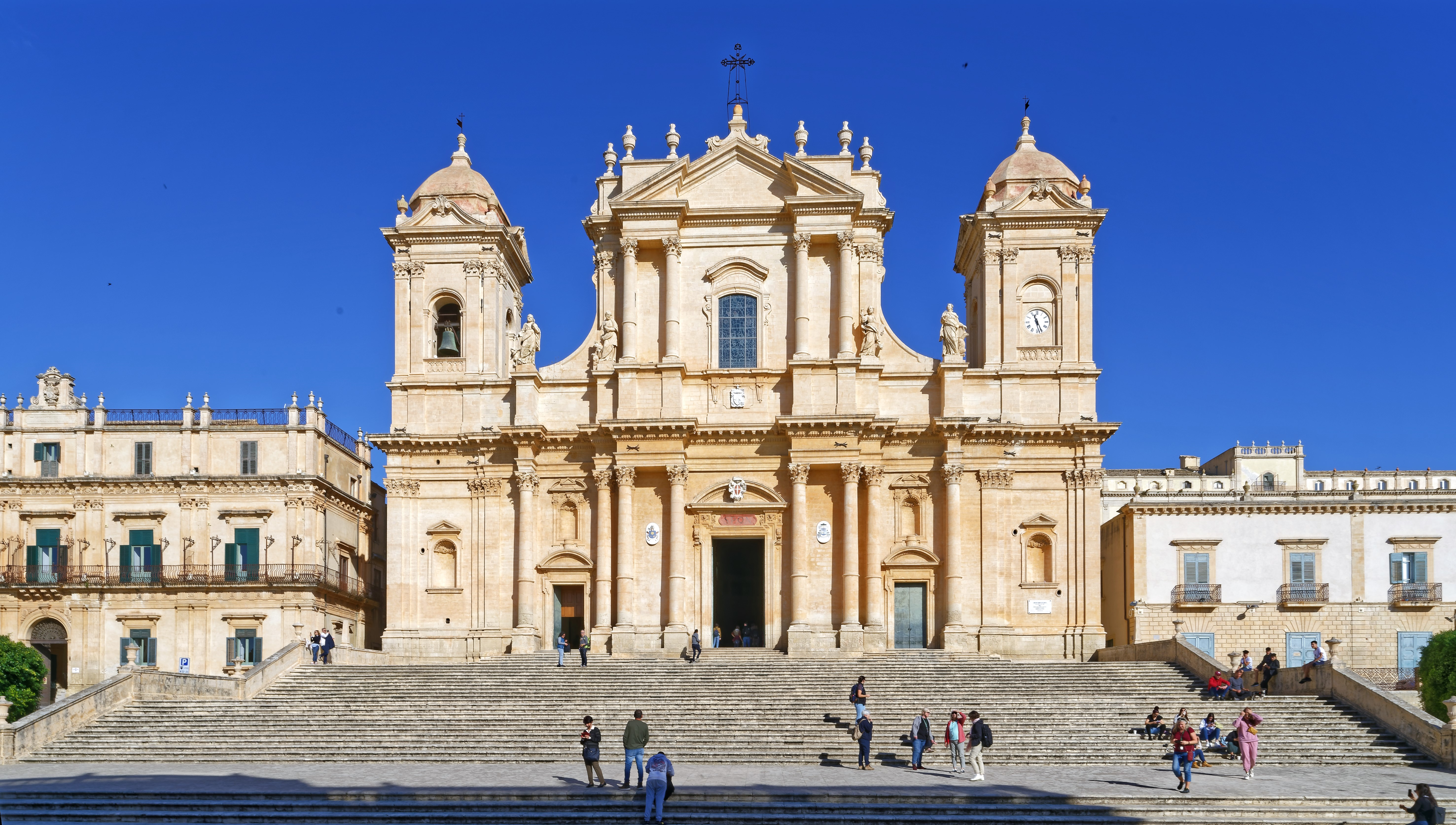
Blick auf die Fassade

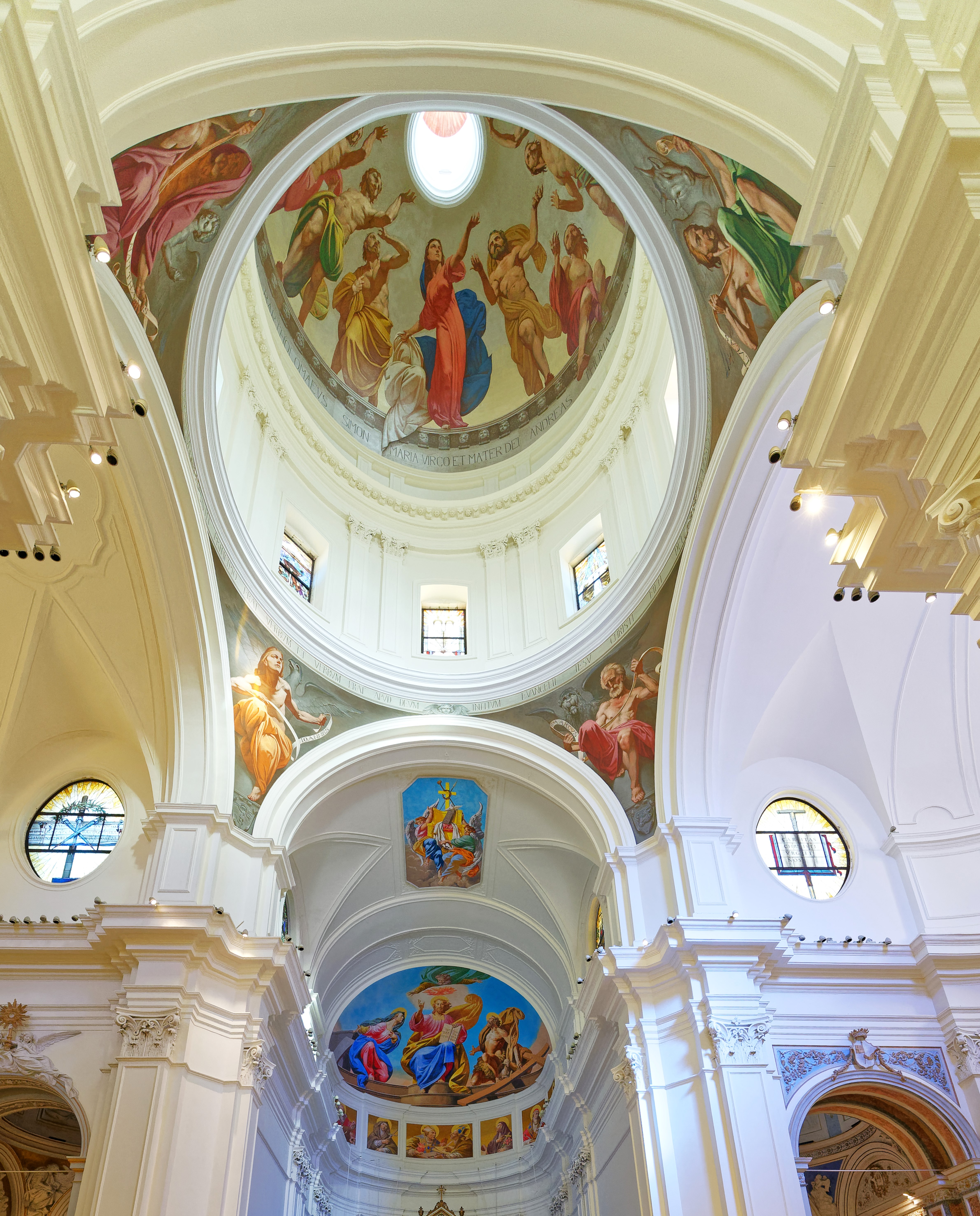
Blick in die Kuppel

Die Kathedrale San Nicolò in Noto ist die Kathedrale des 1844 gegründeten Bistums Noto der Kirchenregion Sizilien. Sie wurde nach dem Erdbeben von 1693 am neuen Standort der Stadt von 1694 bis 1703 als Hauptpfarrkirche (Chiesa Madre) von Noto errichtet. Im 18. Jahrhundert wurde die Kirche erweitert und die Fassade nach Plänen von Rosario Gagliardi bis 1770 im Stil des sizilianischen Barocks vollendet. Sie trägt seit 2012 den Titel einer Basilica minor und ist Teil der Welterbestätte Spätbarocke Städte des Val di Noto.
Die Kathedrale ist über eine breite Freitreppe erreichbar. Charakteristisch sind die doppeltürmige, durch Säulen gegliederte Fassade und das Portal, das die Lebensstationen des Schutzpatrons von Noto Corrado Confalonieri zeigt. Ein Silberschrein mit den Reliquien des Schutzpatrons wird in einer Kapelle im rechten Seitenschiff aufbewahrt.
Die Vierungskuppel über dem dreischiffigen Innenraum stürzte 1996 zusammen mit den Seitenschiffen auf Grund von Erosion und Materialermüdung ein. Von 1999 bis 2007 wurde die Kathedrale restauriert. Im Jahr 2009 malte der russische Künstler Oleg Supereko die Kuppel mit neuen Fresken aus.